# Ibeyi
Le Ibeyi sono un duo musicale francese di origini cubane-venezuelane-tunisine, formatosi a Parigi nel 2013 e formato dalle sorelle gemelle Lisa-Kaindé Diaz e Naomi Diaz.
Cantano in inglese, spagnolo e yoruba.

## Storia
La loro madre, Maya Dagnino, è nata in Francia da padre venezuelano e madre tunisina, mentre il padre era il percussionista cubano Anga Díaz, vincitore di un Grammy Award grazie al suo lavoro con gli Irakere e membro dei Buena Vista Social Club. Alla sua morte, avvenuta quando avevano 11 anni, le due gemelle iniziano a suonare il cajon, strumento musicale preferito dal padre e studiano la musica popolare yoruba.
Nel 2013 hanno firmato per la prima volta un contratto discografico con la XL Recordings. Due anni dopo è stato pubblicato il loro album di debutto eponimo, entrato in numerose classifiche nazionali, in particolare alla 14ª nella francese, alla 58ª nella tedesca, alla 20ª nella svizzera, alla 36ª nella britannica e alla 166ª nella statunitense. È stato anticipato dal singolo River, che ha raggiunto la 66ª posizione nella classifica francese dei singoli. Nel 2016 sono apparse nel lungometraggio omonimo del disco di Beyoncé Lemonade. L'anno seguente è uscito il secondo album Ash, accolto positivamente dalla critica specializzata, tanto da essere inserito in numerose liste dei migliori album dell'anno stilate da pubblicazioni e riviste e da essere candidato ad un IMPALA Award. Si è classificato alla 19ª posizione in Francia e alla 47ª in Svizzera; due dei tre singoli estratti, Away Away e Deathless, hanno fatto il loro ingresso nella classifica francese. Nel medesimo anno le sorelle hanno collaborato con Orelsan nel singolo Notes Pour Trop Tard, che ha raggiunto la 9ª posizione in madrepatria.

## Discografia

### Album in studio
- 2015 – Ibeyi
- 2017 – Ash
- 2022 – Spell 31

### EP
- 2014 – Oya

### Singoli
- 2014 – River
- 2015 – Stranger / Lover
- 2015 – Exhibit Diaz
- 2017 – Lost in My Mind
- 2017 – Away Away
- 2017 – Deathless (feat. Kamasi Washington)
- 2018 – Me Voy (feat. La Mala Rodríguez)
- 2021 – Made of God (feat. Pa Salieu)
- 2022 – Sister 2 Sister

#### Come artista ospite
- 2016 – Notes Pour Trop Tard (Orelsan feat. Ibeyi)